# Eisenwerk Erla

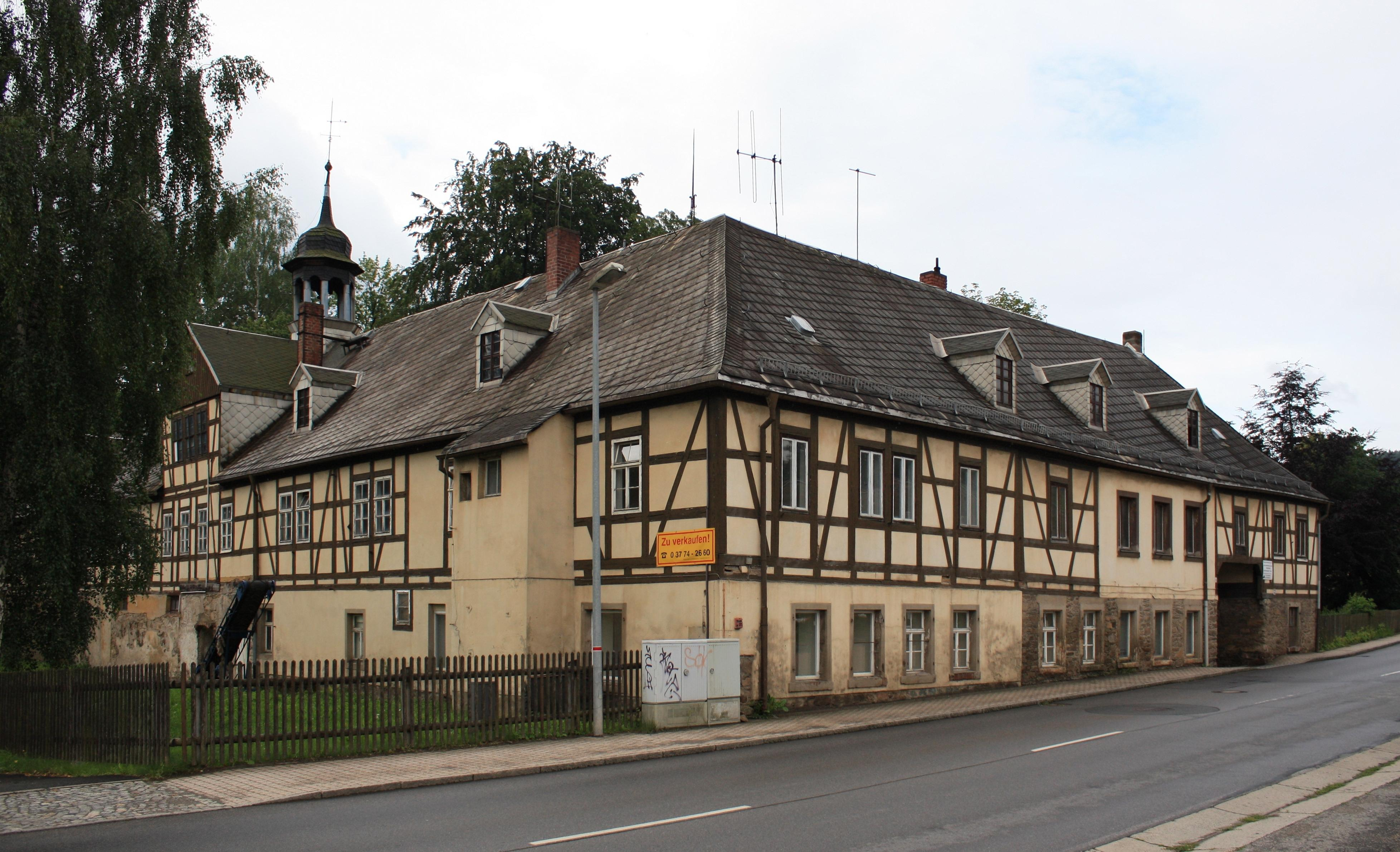
Herrenhof des ehemaligen Hammerwerks

Das Eisenwerk Erla ist aus einem der ältesten Hammerwerke des oberen Erzgebirges hervorgegangen, das 1380 erstmals urkundlich als der „Hammer in der Erl“ erwähnt wurde, womit das Werk das älteste heute noch existierende Unternehmen in Sachsen ist.

## Geografische Lage
Das Eisenwerk liegt im Tal des Schwarzwassers im Ortsteil Erla der Stadt Schwarzenberg, direkt an der Staatsstraße 272 und der 1883 eröffneten Bahnlinie Schwarzenberg-Johanngeorgenstadt.

## Geschichte

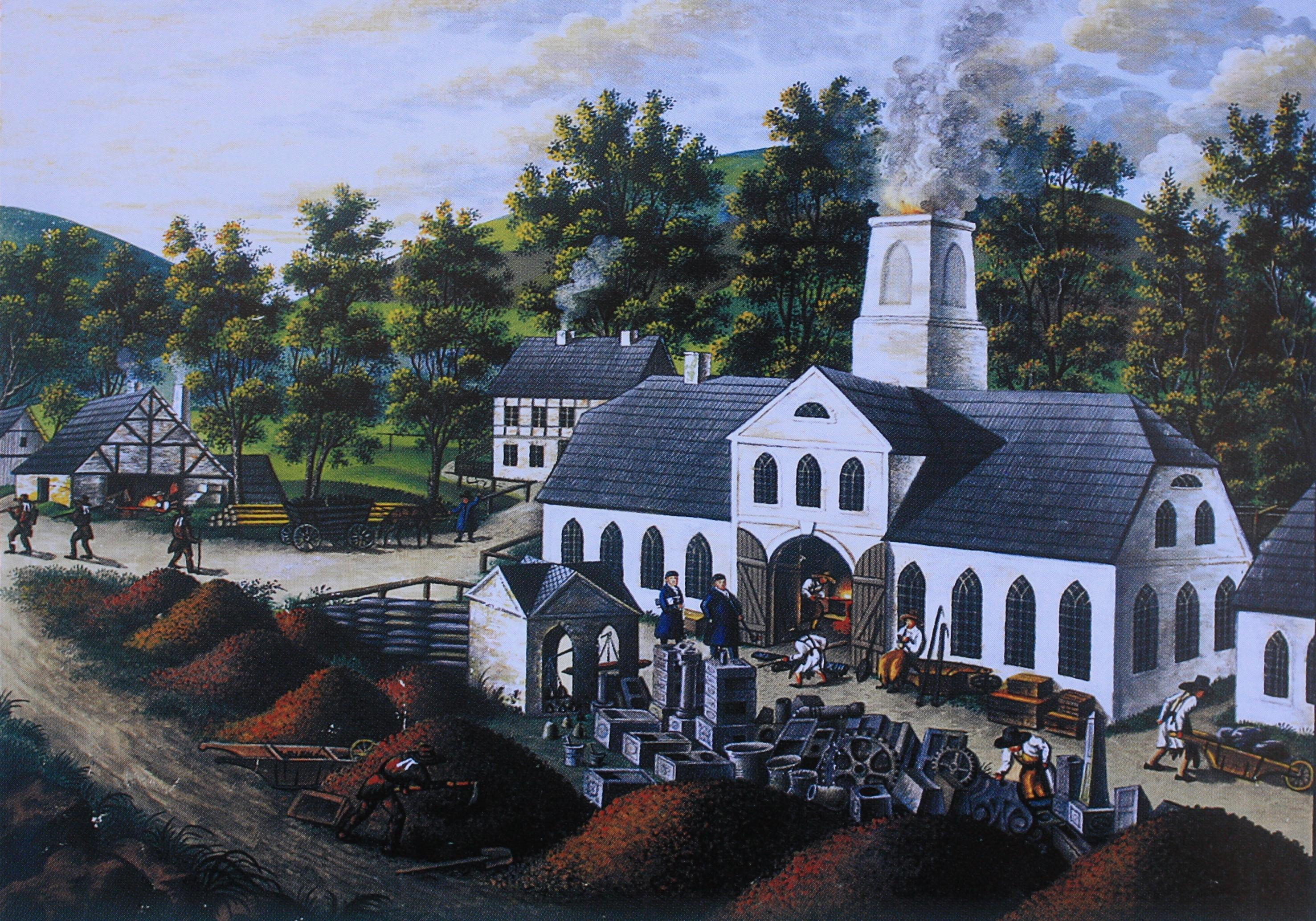
Hammerwerk Erla Mitte des 19. Jahrhunderts

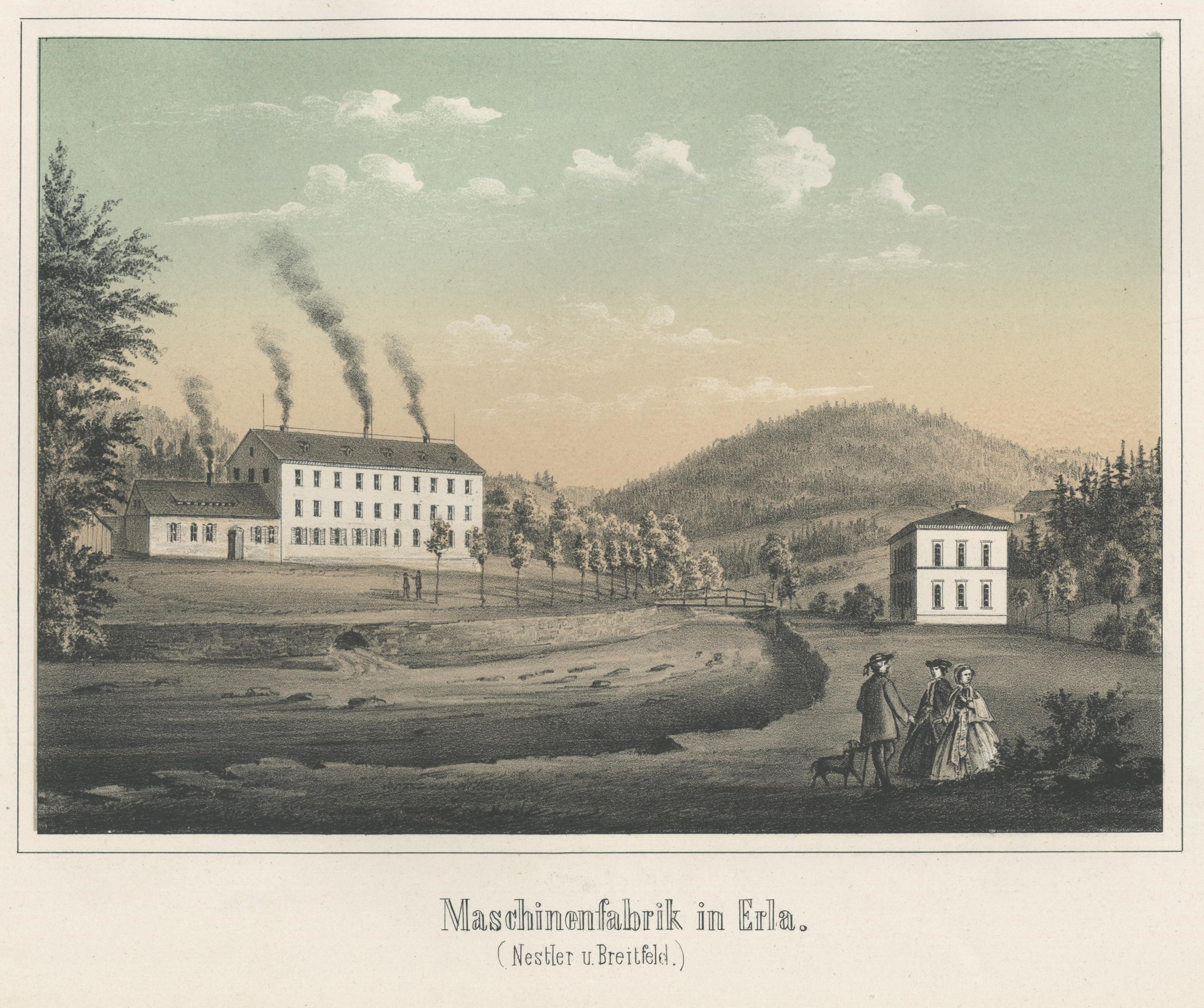
Maschinenfabrik des Eisenwerks Erla, 1856

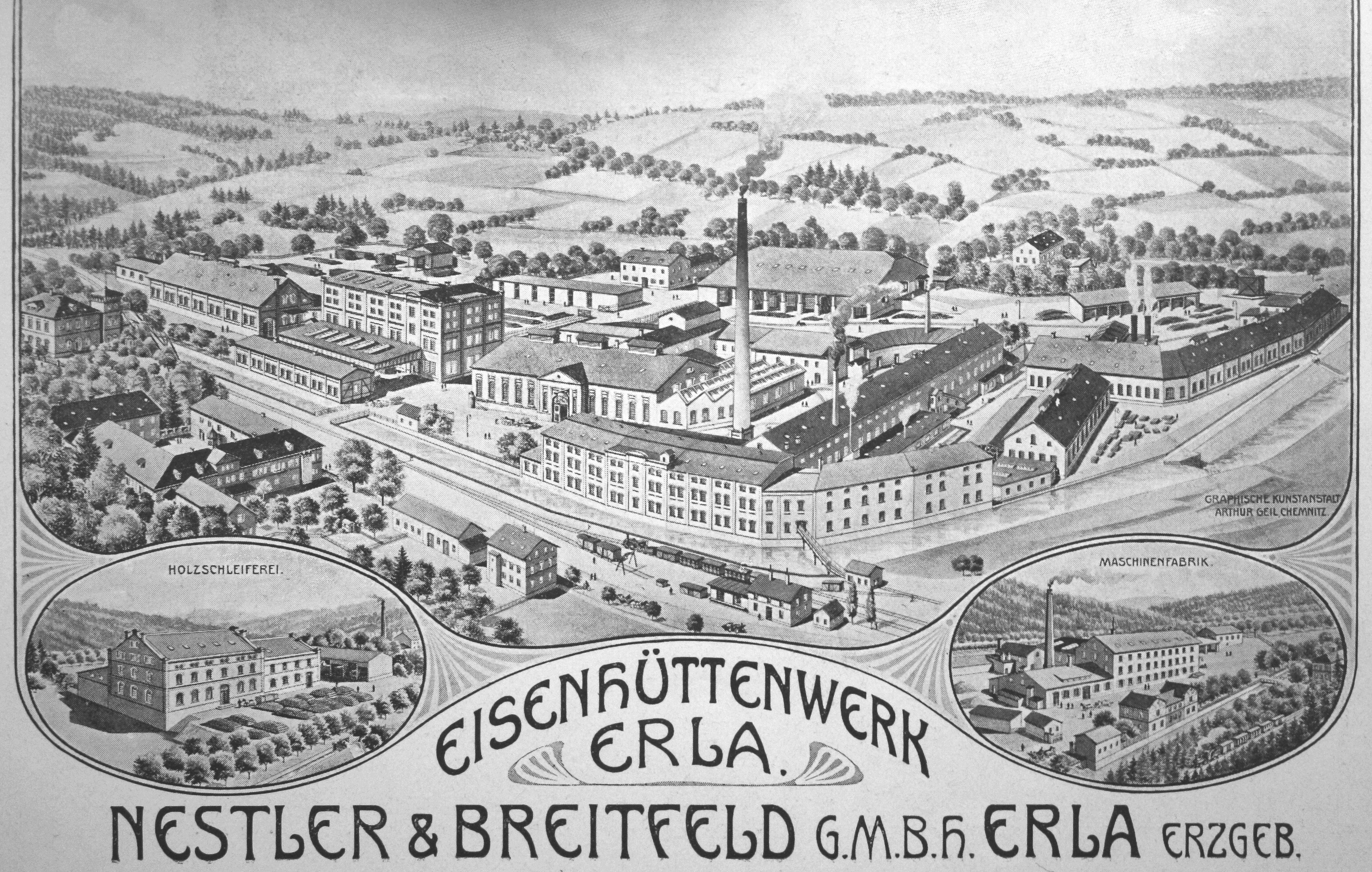
Eisenhüttenwerk Erla um 1910

Die Entstehung des Hammerwerks steht in engem Zusammenhang mit der Entdeckung des Roteisensteinvorkommens am Rothenberg, der bis um die Mitte des 19. Jahrhunderts die wichtigste Eisenerzzeche im Königreich Sachsen war. Der Erlaer Hammer wurde 1380 erstmals urkundlich als der „Hammer in der Erl“ erwähnt. Damit ist das Eisenwerk Erla das älteste heute noch existierende Unternehmen in Sachsen.
Zu den ältesten Besitzern sollen die Mitglieder des Adelsgeschlechts derer von Berkas von der Duba gehört haben. 1430 ist Wilhelm von Boskowitz aus Böhmen als Inhaber des Hammers nachgewiesen. 1434 erwarb ihn Apel von Tettau auf Schwarzenberg. Sein Nachfahre Georg Wilhelm von Tettau verlieh den Hammer in der Erl 1517 an den Hammerschmied Oswald Flemigk. Weitere Besitzer waren die Hammerherren Gregor Arnoldt (1550), Nikolaus Klinger und dessen Schwiegersohn Hans Rüdiger auf Sachsenfeld (1626).
Am 7. August 1650 verkaufte die Witwe Rosina Rüdiger das überschuldete Hammerwerk an den Schwarzenberger Stadtrichter Friedrich Röhling und ihren Sohn Hans Rüdiger. Kaum nach den Zerstörungen im Dreißigjährigen Krieg wiedererrichtet, zerstörte im August 1661 eine große Flut die Hammerwerksanlagen erneut. 1806 kaufte der aus Obermittweida stammende Bergkommissionsrat Karl Heinrich Nitzsche den Hammer von den Gebrüdern Reinhold. Er beschäftigte in zwei Werken Hammerschmiede, Hammerbuben und Zimmerleute sowie Köhler. 1836 gelangte das Hammerwerk in den Besitz von Carl Gotthilf Nestler aus Wittigsthal und seinem Schwiegersohn Eduard Wilhelm Breitfeld aus Rothenhammer-Unterwiesenthal. Die Firma Nestler & Breitfeld, die auch den Siegelhof in Pöhla und den Arnoldshammer in Rittersgrün besaß, vergrößerte damit ihren Besitz und führte auch das Hammerwerk in Erla zu einem Aufschwung. Um 1840 wurde der Betrieb um ein Blechwalzwerk erweitert und neueste Verfahren zur Eisengewinnung kamen zum Einsatz. Nestler & Breitfeld ließen bis 1843 eine Maschinenbauanstalt angliedern, dessen Leitung der Engländer John Payne übernahm. Ab 1850 entstanden weitere Gebäude und verschlissene Anlagen mussten erneuert werden. Vor einem großen Brand im Jahr 1870 bestand der Erlaer Hammer aus 27 Einzelgebäuden, von denen durch das Feuer viele vernichtet wurden. Bis 1879 wurden die wichtigsten Teile des Eisenwerks wieder aufgebaut, auch Wohnhäuser entstanden neu. Allerdings gingen die Hochöfen nicht mehr in Betrieb, das Roheisen für die Eisenwarenproduktion wurde fortan aus Westfalen und Schlesien bezogen. Die Erzeugnisse aus den Fabriken in Erla waren nun Eisen- und Stahlguss, Maschinen, Haushaltsgeschirr und Schwarzbleche. Der Bau der Bahnstrecke Johanngeorgenstadt–Schwarzenberg der Königlich Sächsischen Staatseisenbahnen 1883 (Haltestelle Erla) ermöglichte die verbesserte Rohstoffanlieferung und Versendung der Produkte. Die Fabrikanten hatten sich nun auf Maschinen für die Papierindustrie spezialisiert. An ihrer Spitze stand die Nestler & Breitfeld GmbH. Diese wurde später in eine Aktiengesellschaft umgewandelt, deren Aktienmehrheit 1928 von Jørgen Skafte Rasmussen, Inhaber der Zschopauer Motorenwerke (DKW), übernommen wurde. Während der Weltwirtschaftskrise und bei einem Hochwasser 1931 kam die Eisenproduktion zum Stillstand. Bei Nestler & Breitfeld, die Teile für DKW-Motoren produzierte, sollten ab 1933 die von Franz Xaver Mehr konstruierten „DKW Erla“-Kleinflugzeuge gebaut werden. Zu dem Zweck wurde am 16. September 1933 die „Eisen- und Flugzeugwerk Erla G.m.b.H.“ in das Handelsregister des Amtsgerichts Schwarzenberg/Erzgeb. eingetragen.
Nach dem Ende des Zweiten Weltkriegs gingen die Fabrikanlagen in Volkseigentum über. Der Betrieb VEB Eisenwerk Erla übernahm die Anlagen und produzierte bis in die 1990er Jahre unter anderem Zylinder für Kraftfahrzeugmotoren. Der VEB Eisenwerk Erla war bis 1987 dem Kombinat Gießereianlagenbau und Gußerzeugnisse zugeordnet und bis zuletzt Teil des Kombinats Haushaltgeräte.
Im Jahr 1994 wurde der Betrieb von der Schubert & Salzer Gruppe übernommen. Das Unternehmen ist als Lohngießerei tätig und beschäftigt ca. 250 Mitarbeiter. Die Jahresproduktionskapazität beträgt ca. 21.000 t. Angeboten werden Dienstleistungen für die Entwicklung, die Erstellung der Schmelze, den Guss und die Nachbearbeitung der fertigen Werkstücke. Seit 2007 war die Eisenwerk Erla GmbH mehrheitlich im Besitz der indischen Firmengruppe Sanmar. Diese verkaufte die Eisenwerke Erla im Juni 2011 an die Dynamatic Group.
Im März 2023 meldete das Unternehmen Insolvenz in Eigenverwaltung an.  Der Geschäftsbetrieb der Eisenwerk Erla GmbH wird nach eigenen Angaben uneingeschränkt fortgeführt. Die Sanierung innerhalb von 3 Monaten war erfolgreich und es wurde ein neuer Geschäftszweig für die Herstellung von Komponenten für die Flugzeugindustrie eröffnet.

## Historisches Produkt
Aus dem Eisenwerk Erla stammt die 1822 hergestellte Eisentafel mit vergoldeter Inschrift am Fürstenbrunnen bei Waschleithe, die der damalige Besitzer Carl Heinrich Nitzsche stiftete.